# Багги, Джина
Реджина Э. (Джина) Багги (англ. Regina E. (Gina) Buggy, 12 ноября 1959, Плимут, Пенсильвания, США) — американская хоккеистка (хоккей на траве), полевой игрок. Бронзовый призёр летних Олимпийских игр 1984 года.

## Биография
Джина Багги родилась 12 ноября 1959 года в американском городе Плимут в штате Пенсильвания.
В 1981 году окончила колледж Урсинус, играла за его команды по хоккею на траве, баскетболу и лякроссу.
В 1973—1984 годах выступала за сборную США по хоккею на траве, участвовала в чемпионате мира 1983 года, в национальных спортивных фестивалях 1981 и 1983 годов. В 1980—1981 годах также играла за сборную США по лякроссу.
В 1984 году вошла в состав женской сборной США по хоккею на траве на летних Олимпийских играх в Лос-Анджелесе и завоевала бронзовую медаль. Играла в поле, провела 2 матча, мячей не забивала.
По окончании игровой карьеры стала тренером. Работала ассистентом главного тренера в колледжах Суортмор и Райдер, хоккейным тренером и спортивным директором Епископальной академии в пригороде Филадельфии.

## Увековечение
В 2013 году введена в Зал спортивной славы Пенсильвании.